# Elitesportsuddannelse
 Der er for få eller ingen kildehenvisninger i denne artikel, hvilket er et problem. Du kan hjælpe ved at angive troværdige kilder til de påstande, som fremføres i artiklen.

En elitesportsuddannelse er et undervisningstilbud til personer, der ønsker at kombinere en sportskarriere på eliteniveau med et studie. Studietilbud til elitesportsfolk på bachelorniveau findes blandt andet på Roskilde Universitet, Syddansk Universitet, Aalborg Universitet og University College Nordjylland. Dertil kommer en lang række studietilbud på gymnasiale uddannelser og handelsskoleuddannelser.